# Hatakeyama Takamasa
Hatakeyama Takamasa (畠山 高政?; 1527 – 5 novembre 1576) è stato un daimyō giapponese del periodo Sengoku, appartenente al ramo Kawachi-Hatakeyama della provincia di Kawachi.

## Biografia
Takamasa era figlio di Hatakeyama Masakuni (gli altri figli erano Masayori e Akitaka) e governava dal castello di Takaya nella provincia di Kawachi. Si scontrò con il clan Miyoshi tra il 1559 e 1560 e nel 1568 Ashikaga Yoshiaki lo mise a capo del castello di Takaya. Takamasa nel 1573 perse il castello dopo la rivolta di un vassallo chiamato Yuza Nobunori. Il castello fu successivamente riconquistato da Oda Nobunaga che non ne ridiede a Takamasa il controllo.